# Cốc đế nhỏ
Cốc đế nhỏ (danh pháp hai phần: Phalacrocorax fuscicollis) là một loài chim trong họ Phalacrocoracidae.
Cốc đế nhỏ bắt cá theo bầy các sông trong nội địa, các vùng đất ngập nước lớn bán đảo Ấn Độ và một phần phía bắc của Sri Lanka. Nó cũng hiện diện ở các cửa sông và rừng ngập mặn nhưng không phải trên bờ biển mở. Chúng sinh sản địa phương trong các đàn sinh sản có nhiều loài. Trong vài mùa chúng có nhiều ở bến cảng Karachi. Chúng phân bố về phía đông bắc đến Assam và về phía đông đến Thái Lan, Myanma, Campuchia và  các tỉnh Nam Bộ, Việt Nam.

## Hình ảnh

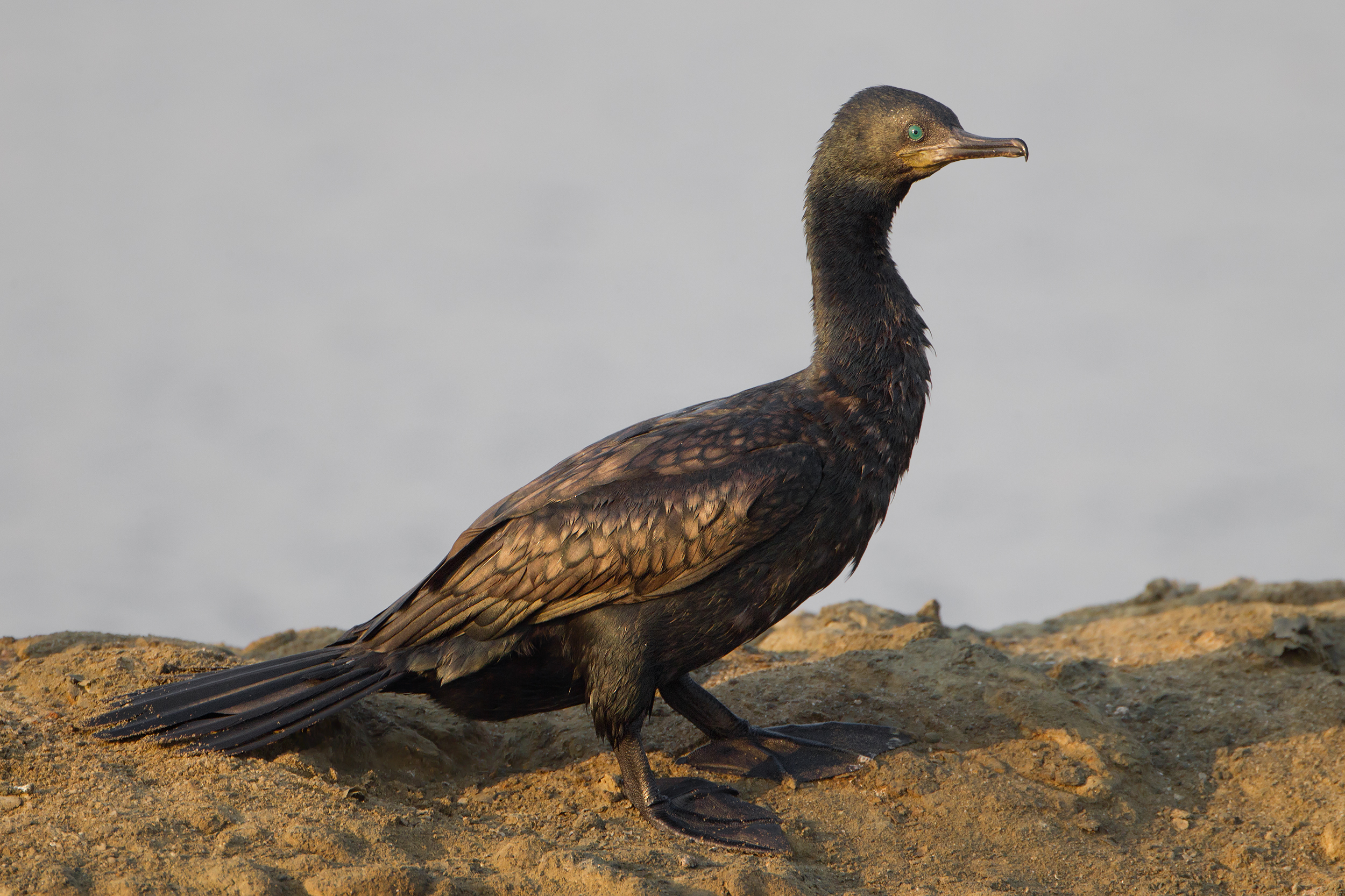
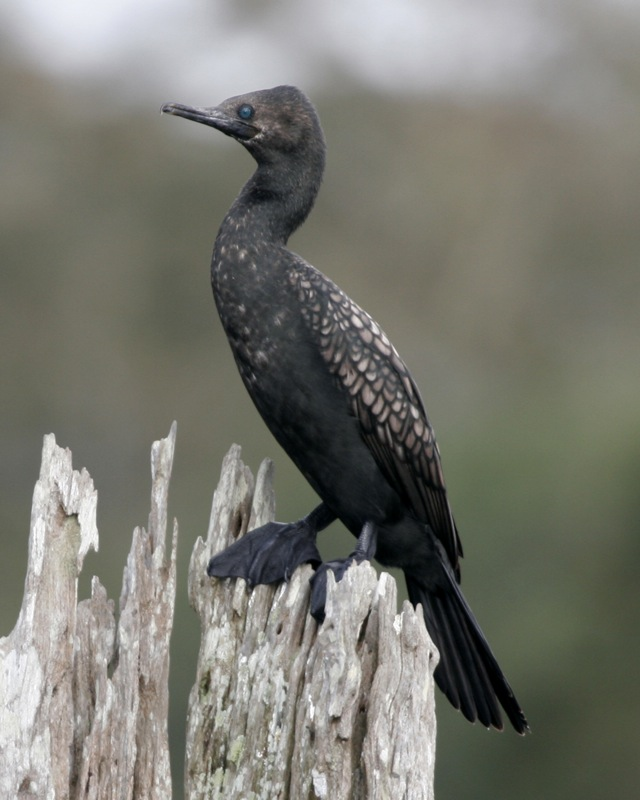
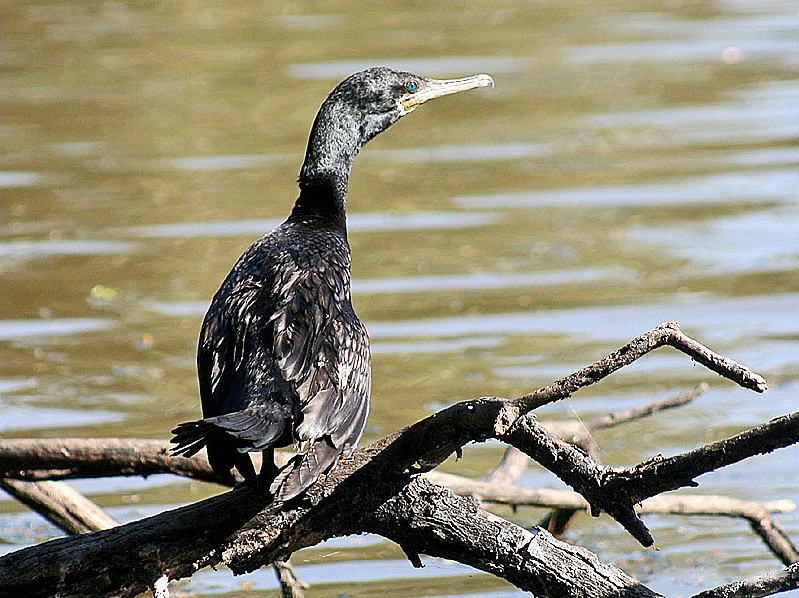
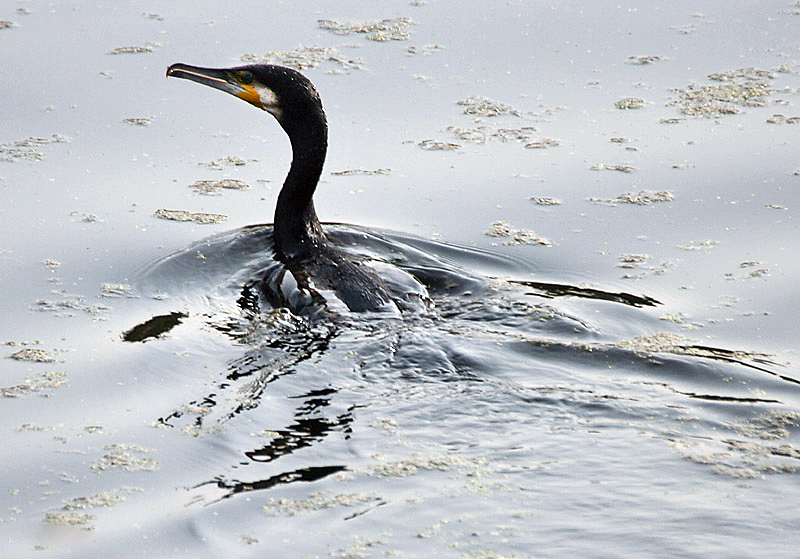